# Bath Rugby
Bath Rugby – klub rugby z Bath, Somerset. Jest jednym z najstarszych klubów rugby na świecie. Stadionem domowym Bath Rugby jest Recreational Ground potocznie znany jako The Rec

## Stadion
Klub rozgrywa swoje mecze domowe na The Recreational Ground zwanym potocznie The Rec, jest to duży teren zielony położony w Bath, około jednej czwartej zajmuje stadion rugby o pojemności ponad 14000 który jest rozbierany na okres letni. Na terenie The Recreational Ground rozgrywane są też mecze krykieta, tenisa oraz wiele koncertów i przedstawień.

## Trofea
- Puchar Heinekena
  - Mistrzostwo: 1997–98
- European Challenge Cup
  - Mistrzostwo: 2007–08, 2024-25[3]
- Mistrzostwo Anglii
  - Mistrzostwo: 1988–89, 1990–91, 1991–92, 1992–93, 1993–94, 1995–96, 2024-25[4]
- Puchar anglo-walijski
  - Mistrzostwo: 1984, 1985, 1986, 1987, 1989, 1990, 1992, 1994, 1995, 1996